# 常熟言子祠
常熟言子祠位于中国江苏省苏州市常熟市城区学前街，是祭祀孔子弟子中的吴国人，世称“南方夫子”的言偃（子游）的专祠。

## 历史
常熟言子祠原在县城东北文学桥。南宋时重建为“丹阳公祠”，在学宫内明伦堂之东，规模超过文庙。后移建于文庙之北。元代改名为“吴国公祠”。1486年（明成化二十二年移建于文庙东路。康熙、乾隆南巡时，曾题匾额“文开吴会”、“道启东南”。太平天国战争结束后，1872年（清同治十一年），由两江总督曾国藩修复。现祠内正方形正殿，仍保持宋元型制。
1982年3月25日，言子祠列为江苏省文物保护单位，2008年，常熟文庙修复工程启动。2019年10月，常熟言子祠被列为第八批全国重点文物保护单位。